# کابیل
کابیل (به لاتین: Kabile) یک منطقهٔ مسکونی در بلغارستان است که در شهرستان تونجا واقع شده‌است. کابیل ۱۲۹ متر بالاتر از سطح دریا واقع شده‌است.